# 拉加尔德 (阿列日省)
拉加尔德（法語：Lagarde，法語發音：[laɡaʁd]）是法国阿列日省的一个市镇，属于帕米耶区。

## 地理
拉加尔德（43°2'58"N, 1°56'2"E）面积11.93 平方千米，位于法国奧克西塔尼大區阿列日省，该省份为法国西南部内陆省份，西部和北部与上加龙省接壤，东临奥德省，东南至东比利牛斯省接壤，南与安道尔和西班牙接壤。
与拉加尔德接壤的市镇（或旧市镇、城区）包括：布西尼亚克堡、卡蒙、穆兰讷夫、鲁芒古、圣康坦拉图尔、科比耶尔、特雷济耶。

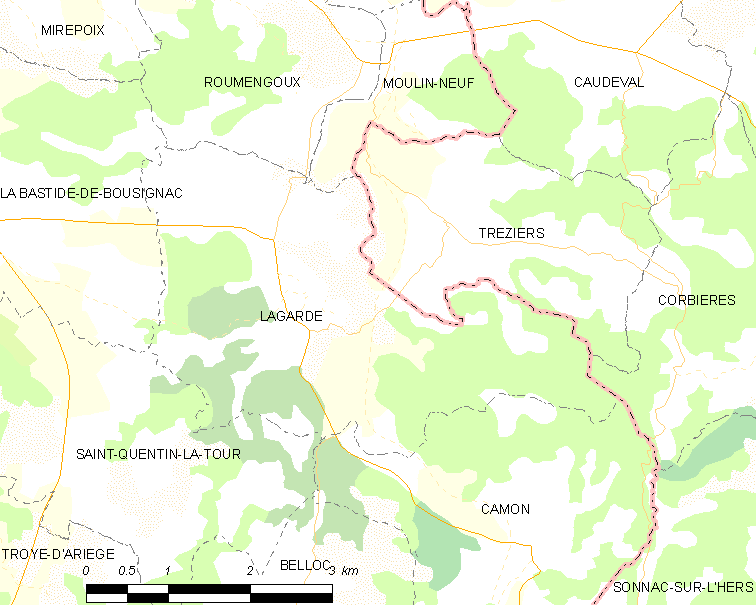
的OSM定位图

拉加尔德的时区为UTC+01:00、UTC+02:00（夏令时）。

## 行政
拉加尔德的邮政编码为09500，INSEE市镇编码为09150。

## 政治
拉加尔德所属的省级选区为米尔普瓦县。

## 人口

1962-2008年间人口变化图示

拉加尔德于2022年1月1日时的人口数量为210人。